# Emiel Verstrynge
Emiel Verstrynge (* 4. Februar 2002 in Adegem (Maldegem)) ist ein belgischer Radrennfahrer, der auf der Straße und im Cyclocross aktiv ist.

## Sportlicher Werdegang
Seine sportliche Karriere begann Verstrynge im Cyclocross. Als Junior und in der U23 startete regelmäßig bei den Rennen seiner Altersklasse im UCI-Cyclocross-Weltcup, der  X²O Badkamers Trofee und der Superprestige. Zur Cyclocross-Saison 2020/21 wurde er Mitglied im UCI Cyclo-Cross Team Tormans CX. Seinen Durchbruch hatte er in der Saison 2021/2022: nach dem nationalen Titel in der U23 gewann er sein erstes U23-Weltcuprennen, zum Saisonabschluss wurde er in Fayetteville Vizeweltmeister der U23.
Auf der Straße trat Verstrynge erstmals in der Saison 2021 international in Erscheinung. Im April 2022 wurde er Mitglied im Alpecin-Deceuninck Development Team. Noch im selben Jahr erzielte mit dem Gewinn der Gesamtwertung des Giro della Regione Friuli Venezia Giulia den ersten Sieg auf der Straße. Auch im Cyclocross wechselte er das Team und wurde Mitglied bei Crelan-Corendon. In der Cyclocross-Saison 2022/23 wurde er U23-Europameister, dazu kamen Siege in der U23 im Rahmen der. In der Folgesaison stand er als U23-Vizeeuropameister erneut auf dem Podium, den erneuten Titelgewinn verpasste er durch einen Defekt kurz vor Rennende. Im Weltcup gewann er zwei der sechs Saisonrennen in der U23 und beendete die Saison auf dem zweiten Platz der Gesamtwertung. Auch bei den Weltmeisterschaften wurde er Zweiter der U23.
In der Straßensaison 2024 blieb Verstrynge ohne Sieg, erzielte aber mehrfach Top-10-Platzierungen. Zur Saison 2025 wurde er in das UCI WorldTeam von Alpecin-Deceuninck übernommen. Im Oktober 2024 startete er in die neue Cyclocross-Saison. Beim Citadelcross von Namur kam Verstrynge Ende 2024 erstmals auf das Podium eines Elite-Weltcups.

## Erfolge

### Cyclocross
2019/2020
- Weltmeisterschaften (Junioren)

2021/2022
- Weltmeisterschaften (U23)
- Belgischer Meister (U23)
- U23-Weltcup Flamanville

2022/2023
- Europameister U23

2023/2024
- Belgischer Meister (U23)
- Europameisterschaften (U23)
- Weltmeisterschaften (U23)
- U23-Weltcup Namur und Benidorm

### Straße
2022
- Gesamtwertung und Nachwuchswertung Giro della Regione Friuli Venezia Giulia

## Grand Tour-Platzierungen
| Grand Tour            | 2025 |
| --------------------- | ---- |
| Giro d’ItaliaGiro     | –    |
| Tour de FranceTour    | 65   |
| Vuelta a EspañaVuelta | …    |